# Ossigenasi
Una ossigenasi è un enzima in grado di ossidare un substrato trasferendo su di esso un ossigeno. Le ossigenasi, secondo la classificazione EC, sono raccolte nelle sottoclassi EC 1.13 ed EC 1.14.
Scoperte simultaneamente nel 1955 dai gruppi di Osamu Hayaishi e di Howard Mason, esse sono suddivise genericamente in due gruppi:
- le monoossigenasi (o ossidasi a funzione mista), che trasferiscono un atomo di ossigeno al substrato, riducendo l'altro ossigeno ad acqua;
- le diossigenasi (o ossigeno transferasi), che trasferiscono entrambi gli atomi di ossigeno molecolare al substrato.

Tale suddivisione non corrisponde a quella già citata tra le sottoclassi EC 1.13 ed EC 1.14. Essa rispecchia piuttosto l'ulteriore suddivisione della EC 1.13.
Tra le ossigenasi più importanti figura la citocromo P450 ossidasi, responsabile della degradazione di molte molecole presenti nell'organismo.